# Strage di Melissa
La strage di Melissa o eccidio di Fragalà fu un episodio del 29 ottobre 1949 verificatosi a Melissa nel quale persero la vita Francesco Nigro, Giovanni Zito e Angelina Mauro.

## La storia
Nell'ottobre del 1949 i contadini calabresi, a cominciare dai braccianti del Marchesato, marciarono sui latifondi per chiedere con forza il rispetto dei provvedimenti emanati nel dopoguerra dal ministro dell'Agricoltura Fausto Gullo e la concessione di parte delle terre lasciate incolte dalla maggioranza dei proprietari terrieri. Interi paesi parteciparono a questa mobilitazione che vide circa 14.000 contadini dei comuni orientali delle province di Cosenza e Catanzaro scendere in pianura. Chi a piedi, chi a cavallo, con donne e bambini e gli attrezzi da lavoro, quando giunsero sui latifondi segnarono i confini della terra e la divisero, iniziando i lavori di preparazione della semina. Irritati per questa ondata di occupazioni alcuni parlamentari calabresi della Democrazia Cristiana si recarono a Roma per chiedere un intervento della polizia al Ministro dell'Interno Mario Scelba. I reparti della Celere si recarono quindi in Calabria e uno di loro si stabilì a Melissa (oggi in provincia di Crotone) presso la proprietà del possidente del luogo, il barone Luigi Berlingeri, del quale i contadini avevano occupato il fondo detto Fragalà. Questo fondo era stato assegnato dalla legislazione napoleonica del 1811 per metà al Comune, ma la famiglia Berlingeri, nel tempo, lo aveva occupato abusivamente per intero.

## Le vittime
La polizia aprì il fuoco sui manifestanti ad altezza d'uomo, dapprima con pallottole di legno e successivamente con proiettili. Tre persone furono uccise: Francesco Nigro, di 29 anni, Giovanni Zito, di 15 anni, e Angelina Mauro, di 23 anni, che morirà più tardi per le ferite riportate, oltre a 15 feriti colpiti alle spalle. La polizia uccise anche diversi animali, come forma di ritorsione nei confronti dei manifestanti.

## Nella cultura di massa
Il pittore Ernesto Treccani, che successivamente si recò sul luogo, realizzò un dipinto su quei fatti oggi esposto nella sala consiliare del Comune di Crotone. Lo scrittore Leonida Repaci raccontò della strage nel brano “Marcia dei braccianti di Melissa (1949)”, contenuto nella sua opera “Calabria grande e amara”. Il fatto è ricordato anche da Lucio Dalla in una strofa del brano Passato, presente, quarta traccia dell'album Il giorno aveva cinque teste, che recita: